# 拓跋俊
拓跋 俊（たくばつ しゅん、生没年不詳）は、北魏の皇族。新興王。

## 経歴
明元帝の子として生まれた。422年（泰常7年）4月、新興王に封じられ、鎮東大将軍の位を加えられた。若くして騎射を得意とし、多方面の技術と才能を持っていた。酒と女色を好み、法令を逸脱することが多かった。441年（太平真君2年）3月、法に触れて略陽王拓跋羯児（拓跋曜の子）とともに爵位を公に降格された。かつて生母が死罪となり、自分も爵位を落とされたので、恨みを抱き、反乱を計画した。後に反乱計画が発覚して、死を賜り、封国を除かれた。

## 伝記資料
- 『魏書』巻17 列伝第5
- 『北史』巻16 列伝第4